# اوچازوکه

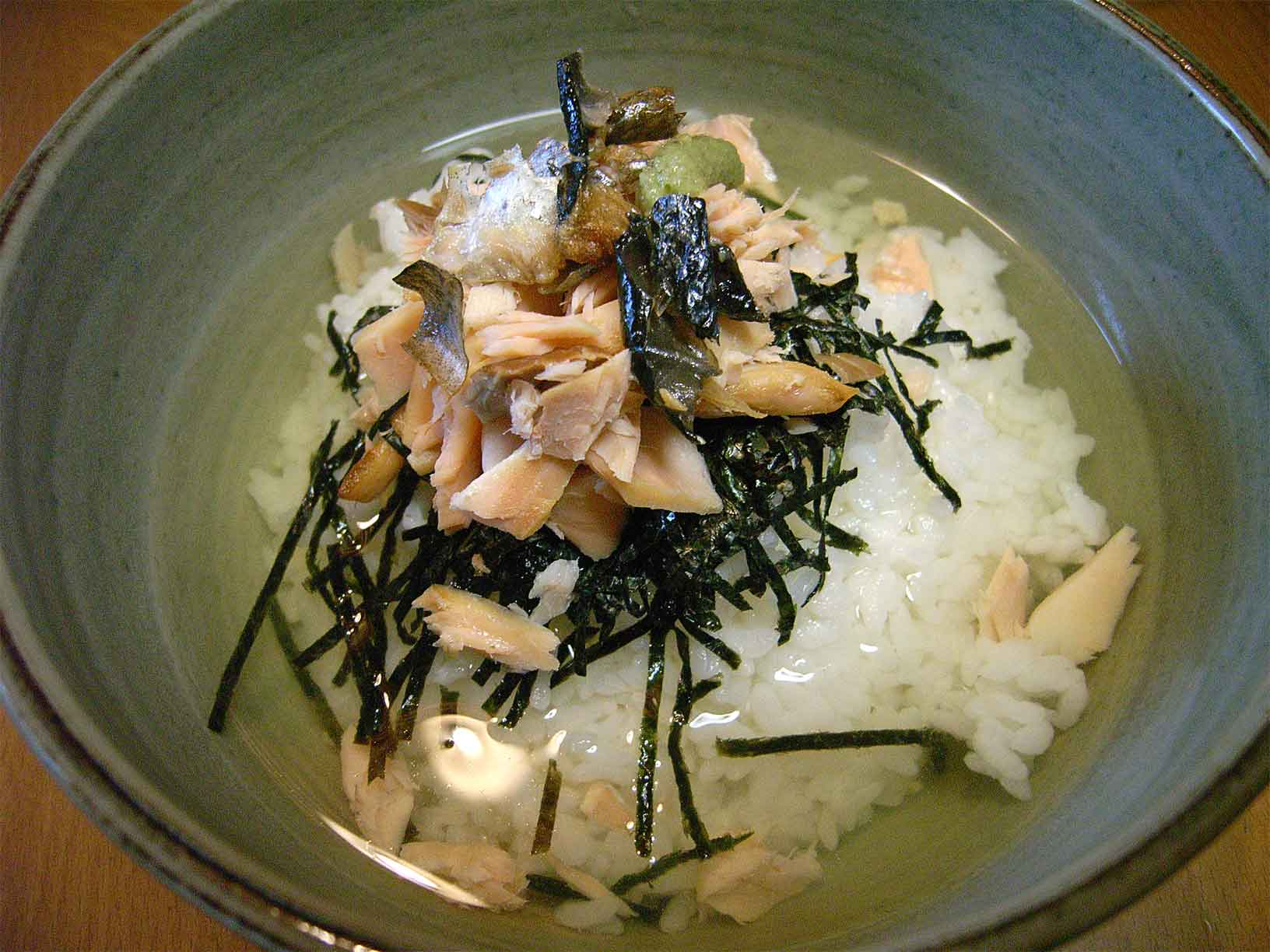
اوچازوکه در یک رستوران ژاپنی در کنار کاسه واسابی به رنگ سبز دیده می‌شود.

اوچازوکه یا چازوکه (به ژاپنی: 茶漬け ちゃづけ Chazuke) یک نوع غذا در آشپزی ژاپنی است. در اصل به غذای حاصل از ریختن چای سبز در روی گوهان (برنج سفید پختهٔ ژاپنی) گفته می‌شود اما می‌توان به جای چای سبز، داشی یا تنها آب جوشیده شده را نیز بکار برد. برای روی غذا معمولاً از اومه‌بوشی (ترشی آلو)، یا سوکه‌مونو (ترشی ژاپنی)، سالمون (ماهی)، واسابی و انواع ساشی‌می (ماهی خام) استفاده می‌شود.     